# Liste der Monuments historiques in Beulotte-Saint-Laurent
Die Liste der Monuments historiques in Beulotte-Saint-Laurent führt die Monuments historiques in der französischen Gemeinde Beulotte-Saint-Laurent auf.

## Liste der Objekte
| Bezeichnung | Beschreibung                                                                              | Standort                        | Kennzeichnung | Schutzstatus | Datum | Bild |
| ----------- | ----------------------------------------------------------------------------------------- | ------------------------------- | ------------- | ------------ | ----- | ---- |
| Glocke      | Bronze, 1740 gegossen                                                                     | in der Kirche St-Laurent (Lage) | PM70000119    | Classé       | 1942  |      |
| Hauptaltar  | Altartisch und Tabernakel; Holz, farbig gefasst und vergoldet, Mitte des 18. Jahrhunderts | in der Kirche St-Laurent (Lage) | PM70003957    | Inscrit      | 2009  |      |